# Alto Comisariado de la República en Polinesia Francesa

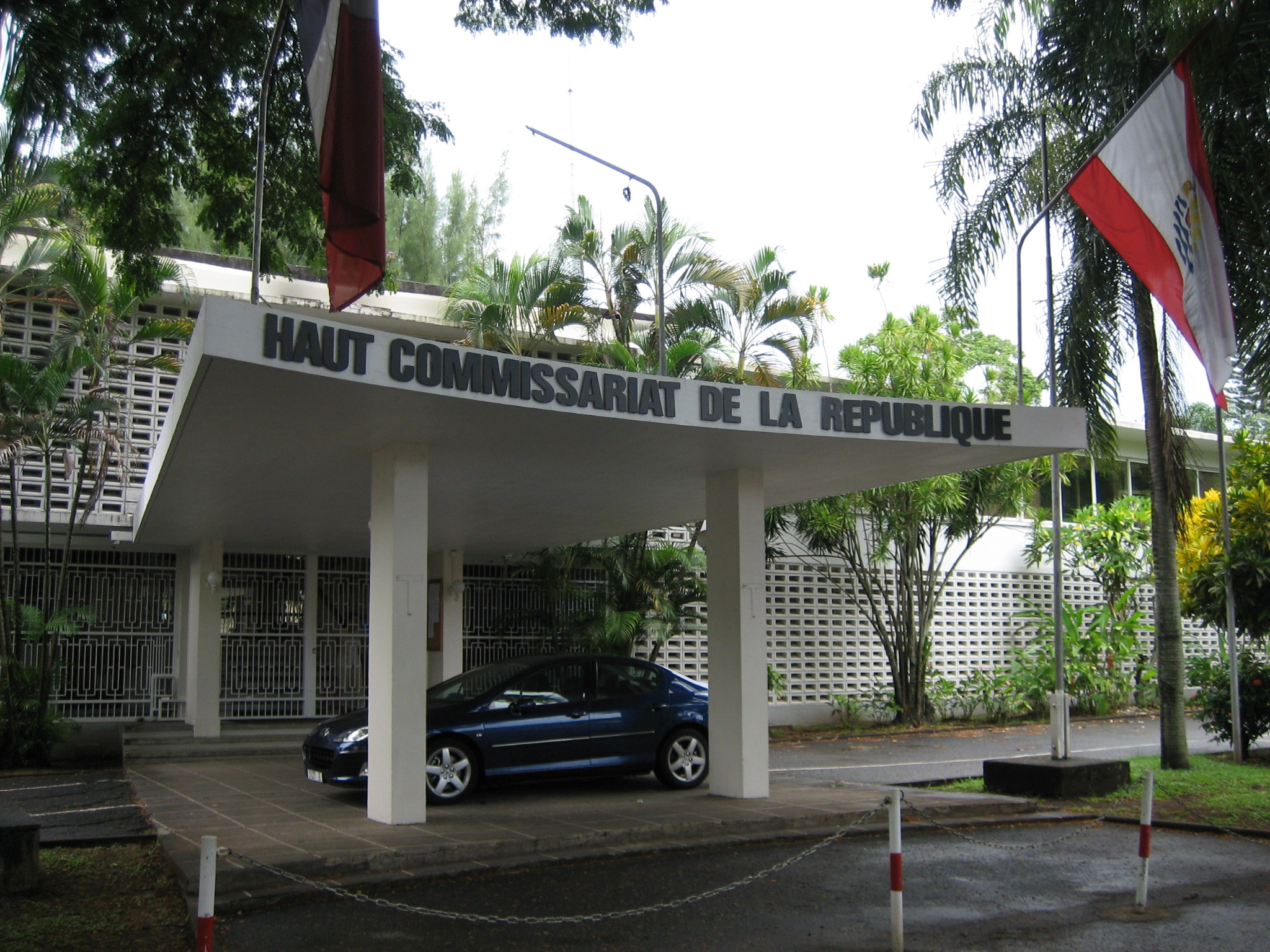
Antiguo edificio del Alto Comisariado de la República en Papeete

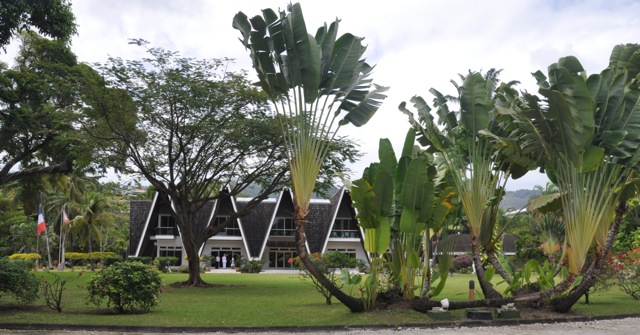
Alto Comisariado visto desde el jardín

El Alto Comisariado de la República en Polinesia Francesa es un edificio sito en Papeete, isla de Tahití, en Polinesia Francesa. Sirve de sede a los servicios del Alto Comisariado de la República en Polinesia Francesa, representante del Estado francés en este territorio de ultramar.
El nuevo edificio fue inaugurado en 2012 y se encuentra ubicado calle Pouvanaa ha oopa a Papeete, muy cerca del antiguo edificio que cumplía dichas funciones en el pasado. 